# Emi (album)
Emi – album zespołu Varius Manx. Materiał powstawał w studiu S4 w Warszawie oraz w łódzkim studiu „Komórka”, a do pracy nad nim zaproszono m.in. aranżera Wojtka Lemańskiego i znanego rapera Reda. Na krążku usłyszymy orkiestrę symfoniczną pod kierownictwem  Mirosława Błaszczyka, a oprócz śpiewającej Moniki Kuszyńskiej (która zadebiutowała w roli autorki tekstów) swoje umiejętności wokalne prezentuje Robert Janson.

## Lista utworów
1. Pamiętaj mnie
2. Stay In My Heart (Feat. Red)
3. Zatańcz ze mną
4. Dziękuję
5. Czas ukoi nas
6. Idę dalej
7. Bez nich
8. Happy People
9. Be the One
10. Wolni
11. Broken Wings
12. Sonny

## Twórcy
- Monika Kuszyńska – wokal
- Robert Janson – wokal, saksofon
- Paweł Marciniak – gitara basowa, fortepian
- Michał Marciniak – gitary
- Sławek Romanowski – perkusja